# Карл Гроос
Карл Гроос (на немски: Karl Groos) е германски психолог и философ, който предлага еволюционна инструментална теория на играта. Неговата книга от 1898 „Играта на животното“ се опитва да убеди педагозите, че играта е подготовка за по-нататъшния живот. Той често е свързван с идеята, че децата имат нужда да изразходват излишъка от енергията си.